# Grupo Desportivo Covilhanense
O Grupo Desportivo Covilhanense foi uma equipa de futebol que existiu na cidade de Covilhã, Portugal.
O clube nasceu em 1946, como origem da fusão entre outros dois clubes da cidade, o "Clube de Futebol «Os Covilhanenses»" e o "Sport Lisboa e Covilhã", com o objetivo de criar um clube novo, maior e mais forte para poder rivalizar com as outras equipas da região. A equipa disputou o Campeonato Distrital de Castelo Branco até final da década 1950, tendo-se sagrado campeã algumas vezes, no entanto terá depois desaparecido.

## Palmarés
- Campeonato Distrital de Futebol: 5 (1952/53; 1951/52; 1950/51; 1948/49 e 1947/48)